# توم ميتشان
توم ميتشان (بالإنجليزية: Tom Meechan)‏ (26 يناير 1991 بكامبريدج في المملكة المتحدة - ) هو لاعب كرة قدم بريطاني في مركز الهجوم. لعب مع سانت نيوتس تاون ونيوبورت كونتي وSt Ives Town F.C. ‏ وGodmanchester Rovers F.C. ‏.

## وصلات خارجية
- توم ميتشان على موقع قاعدة بيانات كرة القدم.إي يو (الإنجليزية)
- توم ميتشان على موقع Soccerbase.com (لاعب) (الإنجليزية)
- توم ميتشان على موقع Soccerway.com (الإنجليزية)